# شاين لافيري
شاين فرانسيس لافيري (بالإنجليزية: Shayne Francis Lavery)‏ (مواليد 8 ديسمبر 1998) هو لاعب كرة قدم محترف إيرلندي شمالي يلعب كمهاجم لنادي بلاكبول ومنتخب أيرلندا الشمالية. سبق له اللعب مع إيفرتون وفالكيرك ولينفيلد.